# Matías Alustiza
Gustavo Matías Alustiza (Azul, 31 de maio de 1984) é um ex-futebolista argentino que jogava como atacante.

## Carreira
Alustiza começou a carreira em 2004 no Deportivo Santamarina, onde ficou até 2006, quando se transferiu para o Chacarita Juniors. Foi emprestado para o Albacete da Espanha em 2008. Em 2010, foi emprestado para o Xerez, também da Espanha. Ainda em 2010, voltou para o seu pais para jogar pelo Arsenal de Sarandí, também por empréstimo.
Na temporada 2012, acertou com o Deportivo Quito para a disputa da Copa Libertadores da América de 2012, onde na partida contra o Chivas Guadalajara marcou 4 gols.

## Estatísticas
Até 21 de abril de 2012.

### Clubes
| Clube             | Temporada         | Campeonato nacional | Campeonato nacional | Copa nacional[a] | Copa nacional[a] | Competições continentais[b] | Competições continentais[b] | Outros torneios[c] | Outros torneios[c] | Total | Total |
| Clube             | Temporada         | Jogos               | Gols                | Jogos            | Gols             | Jogos                       | Gols                        | Jogos              | Gols               | Jogos | Gols  |
| ----------------- | ----------------- | ------------------- | ------------------- | ---------------- | ---------------- | --------------------------- | --------------------------- | ------------------ | ------------------ | ----- | ----- |
| Deportivo Quito   | 2012              | 15                  | 8                   | 0                | 0                | 6                           | 6                           | 0                  | 0                  | 21    | 14    |
| Deportivo Quito   | Total             | 15                  | 8                   | 0                | 0                | 6                           | 6                           | 0                  | 0                  | 21    | 14    |
| Total na carreira | Total na carreira | 15                  | 8                   | 0                | 0                | 6                           | 6                           | 0                  | 0                  | 21    | 14    |

- a. ^ Jogos da Copa Ecuador
- b. ^ Jogos da Copa Libertadores
- c. ^ Jogos do Jogo amistoso